# Stephen King
Stephen Edwin King (* 21. září 1947 Portland, Maine) je americký spisovatel, jeden z nejproduktivnějších a čtenářsky nejúspěšnějších autorů konce 20. století. Některá díla vydal pod pseudonymem Richard Bachman. Známý se stal především jako tvůrce hororové literatury, bývá označován jako "král hororu". Publikoval však také thrillery, detektivky nebo fantasy. Téma hororu rozebral i v teoretické studii nazvané Danse Macabre. Získal za ni Cenu Hugo. Řada jeho knih a povídek byla zfilmována. Mezi jeho populární díla patří knihy Carrie, To, Mrtvá zóna, Osvícení a série Temná věž.

## Biografie
Jeho kariéra spisovatele začala prakticky už v roce 1959, kdy se svým starším adoptovaným bratrem Davidem vydali místní noviny Dave's Rag (5 centů za výtisk). Od roku 1962 studoval na Lisbon High School v Lisbon Falls ve státe Maine, kde se svým přítelem Chrisem Chesleyem vydali v roce 1963 sbírku 18 jednostránkových povídek pod názvem People, Places and Things: Volume I.
O rok později publikoval dvoudílnou knihu The Star Invaders. První dílo, které bylo veřejně publikováno, byla povídka I was a Teenage Grave Robber (Byl jsem mladistvým vykradačem hrobů) a vyšla v časopise Comics Review v roce 1965. V roce 1966 ukončil úspěšně studium na střední škole a dostal stipendium na univerzitu.
Roku 1970 absolvoval University of Maine, obory angličtina a tvůrčí psaní se zaměřením na učitelství. Rok nemohl najít práci učitele, a tak pracoval v prádelně a psal povídky, které prodával do pánských časopisů. V lednu 1971 se oženil s Tabithou Spruce. Seznámili se v univerzitní knihovně ve městě Orono, kde oba pracovali během studia. První povídku Skleněná podlaha mu vydali v časopise Startling Mystery Stories. Povídky, které napsal na počátku tvorby, byly časem vydány v knize Noční směna (Night Shift).
Na podzim 1971 začal učit na střední škole v Hampdenu, i když finanční situace rodiny se tím příliš nezlepšila. Na jaře 1973 prodal svůj první román, Carrie, který mu brzy vynesl velký honorář za prodej paperbackových práv a stal se bestsellerem. Po tomto románu se začal psaním živit. Přestěhoval se na jih Maine poblíž matky, která onemocněla. Do její smrti napsal knihu Prokletí Salemu (Salem's Lot), která se stala dalším finančním úspěchem – za prvních devět měsíců se prodalo 1,33 milionu výtisků.

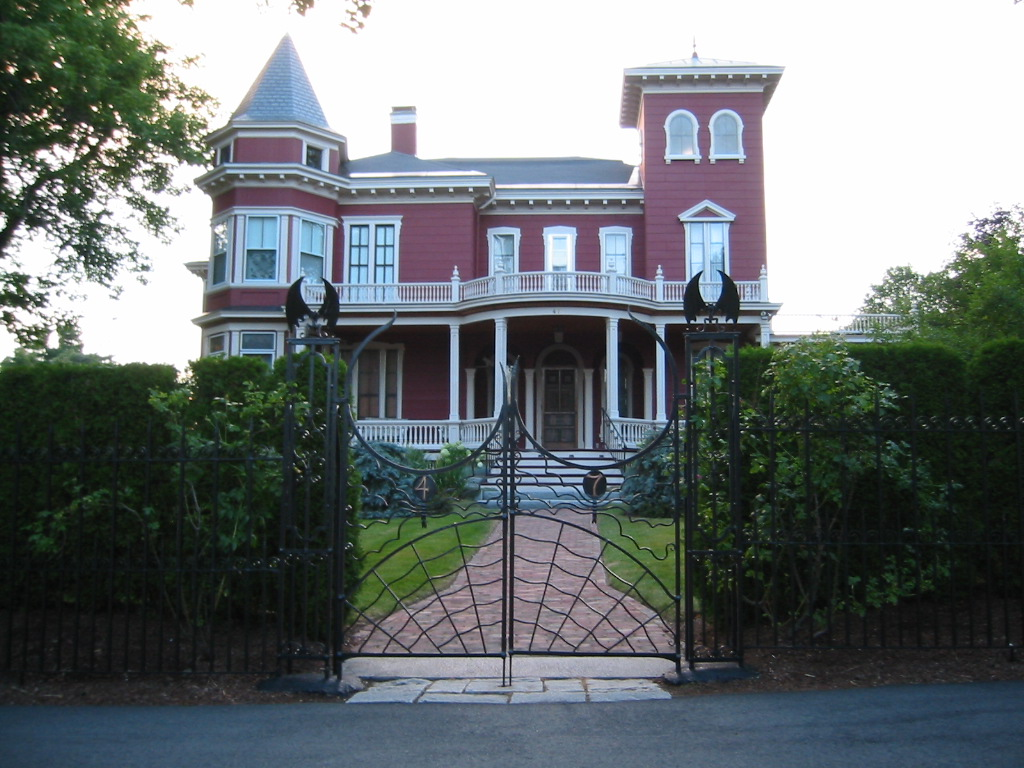
Kingův dům v Bangoru

Po smrti matky žil v Boulderu ve státě Colorado, kam umístil děj další knihy, Osvícení (The Shining). V roce 1975 se vrátil do Maine, kde se usadil v oblasti jezer v západním Maine. Na tomto místě dokončil knihu Svědectví (The Stand) a Mrtvou zónu (Dead Zone). Po několika stěhováních po Maine si roku 1980 pořídil druhý dům v blízkosti Bangoru, kam se nastěhoval, aby mohl vyučovat tvůrčí psaní na univerzitě Maine. Zimy začali Kingovi s již dospělými dětmi trávit na Floridě. Maine a Florida jsou nejčastějšími dějišti jeho románů.
S manželkou Tabitou mají tři děti: Naomi Rachelovou, Joea Hilla a Owena Phillipa. Joe Hill a Owen se stali také spisovateli. King je i dědečkem tří vnoučat. Jeho předkové pocházejí z Irska a Skotska. Měří asi 193 cm a váží okolo 90 kg. Má modré oči, světlou pleť a husté tmavé vlasy. Kvůli těžké oční vadě nosí již od dětství brýle. Společně s manželkou se zapojil do mnoha charitativních akcí a zajišťuje stipendia pro středoškoláky.
Na chvíli se stal i režisérem, a to ve filmu Maximum Overdrive podle jeho povídky Trucks v roce 1985.
V roce 2000 vydal knihu O psaní – Memoáry o řemesle (On Writing: A Memoir of the Craft). První polovina knihy obsahuje jeho životopis, včetně popisu prožitku blízké smrti při autonehodě a následného zotavování; druhá pak pomyslný návod pro začínající spisovatele. Kniha získala ocenění Bram Stoker Award v kategorii non-fiction a stala se oblíbenou součástí výuky v kurzech tvůrčího psaní ve Spojených státech i mimo ně.
Některé své knihy King záměrně vydal jen jako e-knihy nebo na internetu.
V roce 2015 obdržel vyznamenání National Medal of Arts.

## Styl
Český literární kritik Boris Hokr popsal Kingův styl slovy: "Pro Kingův styl psaní je typická určitá intuitivnost, díky níž jsou jeho knihy na jedné straně velmi plynulé a čtivé, na straně druhé někdy narůstají nepřiměřeného rozsahu a ne vždy jsou konce zcela uspokojivé (z hlediska spojení všech linií). Texty bývají plné vnitřních monologů a dialogů, do nichž často zasahuje i King-vypravěč, odkazů na populární kulturu – především rock, jehož je King velkým fanouškem, a různé produkty masové kultury a další autorova díla. Daří se mu tak úspěšně propojovat nadpřirozeno s reálným světem, v němž se cítí autorsky nejjistěji".
Encyklopedie Britannica autorův styl ohodnotila takto: "Ačkoli jsou Kingovy knihy někdy znevažovány jako nedisciplinované a neelegantní, ukazují ho jako talentovaného vypravěče, který využívá realistické detaily, působivé zápletky a nepochybnou schopnost zaujmout a vyděsit čtenáře. Jeho práce se důsledně zabývají takovými tématy, jako je potenciál politiky a technologie narušit nebo dokonce zničit individuální lidský život".

## Adaptace
Ve filmovém zpracování prosluly především na jeho dílech postavené snímky Vykoupení z věznice Shawshank a Zelená míle (oba tyto snímky režíroval Frank Darabont). Jeho kniha Pod kupolí se v roce 2013 dostala na obrazovky americké televizní stanice CBS v seriálové podobě.
V roce 1986 režíroval film Vzpoura strojů, k četným snímkům pak napsal scénář, například Kočičí oko (1985), Creepshow (1982) či Hřbitov domácích zvířátek (1989). Od některých filmových adaptací se výslovně distancoval (například Trávníkář). V některých filmech, jako jsou Creepshow (1982), Zhubni! (1996) nebo Spisovatelé (2012), také hrál.
Jeho díla zpracovali režiséři jako John Carpenter, David Cronenberg, Brian De Palma, Stanley Kubrick, George A. Romero nebo Rob Reiner. Ačkoli jde o proslavené tvůrce, někdy se hovoří o určitém "prokletí" kingovských filmových adaptací. Často se o nich soudí, že zaostávají za svou literární předlohou.